# Mataza
Mataza (greco: Μάταζα) era un'antica città del thema Cappadocia, nell'attuale Turchia centro-meridionale, corrispondente all'odierno villaggio di Maziköy (già Madazi).

## Storia
Il villaggio viene citato nelle fonti bizantine unicamente in quanto era un possedimento del ricco Philagrios, amico di san Gregorio Nazianzeno. Presso il villaggio si trovano i resti di due antiche chiese rupestri bizantine. 